# Ralph Caulton
Ralph Caulton (Wellington, Nueva Zelanda; 10 de enero de 1937 – Stoke, Nueva Zelanda, 11 de junio de 2024) fue un jugador de rugby y dirigente deportivo neozelandés que jugó en la posición de wing.

## Carrera

### Club
Jugó toda su carrera con el Wellington Lions de 1957 a 1965.

### Selección nacional
Jugó para Nueva Zelanda en 16 ocasiones a nivel internacional de 1959 a 1964 donde anotó 24 puntos, aunque en realidad jugó 50 partidos con la selección en total.

## Tras el retiro
Caulton pasó a ser reclutador para el Marlborough en los años 1970, incluyendo su participación en el Ranfurly Shield luego de su victoria en Canterbury. También formó parte de los comités de Wellington y la New Zealand Rugby Union, y en 1985 formó parte del cuerpo técnico de la selección nacional sub-17.